# Iglesia Metodista de la Calle John
La Iglesia Metodista de la Calle John (en inglés: John Street Methodist Church) es una iglesia histórica ubicada en Nueva York, Nueva York. La Iglesia Metodista está inscrita como un Hito Histórico Neoyorquino en la Comisión para la Preservación de Monumentos Históricos de Nueva York al igual que en el Registro Nacional de Lugares Históricos desde el 4 de junio de 1973.  

## Ubicación
La Iglesia Metodista se encuentra en John Street, dentro del condado de Nueva York en las coordenadas 40°42′33″N 74°00′31″O / 40.709167, -74.008611.